# ロバート・ボウイ・オーウェンズ

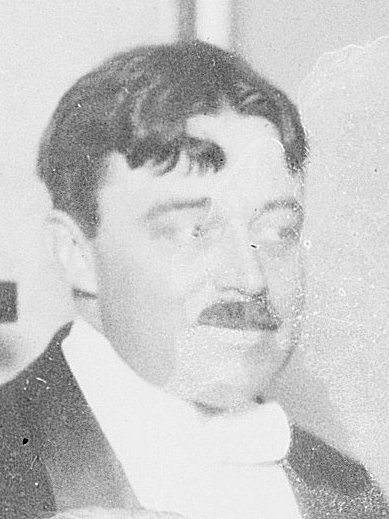
ロバート・ボウイ・オーウェンズ

ロバート・ボウイ・オーウェンズ（英語: Robert Bowie Owens、1870年10月29日 - 1940年11月3日）は、アメリカの化学者、電気技師。

## 人物
同じ化学者で親友のアーネスト・ラザフォードと共同で研究を行い、トリウム・エマネーションを発見した。